# Stoyan Ivanov
Stoyan Ivanov (Oblast de Sofía, Bulgaria, 2 de abril de 1949) es un deportista búlgaro retirado especialista en lucha grecorromana donde llegó a ser subcampeón olímpico en Montreal 1976.

## Carrera deportiva
En los Juegos Olímpicos de 1976 celebrados en Montreal ganó la medalla de plata en lucha grecorromana de pesos de hasta 90 kg, tras el luchador soviético Valery Rezantsev (oro) y por delante del polaco Czesław Kwieciński (bronce).